# رولف جهرينج
رولف جهرينج (بالألمانية: Rolf Gehring)‏ مواليد 25 نوفمبر 1955 في دوسلدورف، ألمانيا الغربية، هو لاعب كرة مضرب ألماني سابق وكان يلعب باليد اليمنى. أعلى تصنيف له في الفردي كان المركز الـ 37 في سنة 1981. أعلى تصنيف له في الزوجي كان المركز الـ 198 في سنة 1983.

## النهائيات
| الرقم | التاريخ | الدورة            | الأرضية | المنافس في النهائي | النتيجة            |
| 1.    | 1980    | بطولة ميونخ للتنس | ترابية  | كريستوف فريس       | 6–2, 0–6, 6–2, 6–2 |
| 2.    | 1983    | إسن               | ترابية  | خوسيه لوبيز مايسو  | 6–4, 6–3           |

### الوصافة (3)
| الرقم | التاريخ | الدورة                 | الأرضية | المنافس في النهائي | النتيجة                 |
| 1.    | 1978    | بوغوتا                 | ترابية  | فيكتور بيسي        | 4–6, 6–3, 3–6, 3–6      |
| 2.    | 1980    | بطولة بوينس آيرس للتنس | ترابية  | خوسيه لويس كليرك   | 7–6, 6–2, 5–7, 0–6, 3–6 |
| 3.    | 1983    | تارفيمونده             | ترابية  | مايكل ويستفال      | 5–7, 2–6                |

## روابط خارجية
- رولف جهرينج على موقع رابطة محترفي التنس (الإنجليزية)
- رولف جهرينج على موقع الاتحاد الدولي لكرة المضرب (الإنجليزية)
- رولف جهرينج على موقع كأس ديفيز (الإنجليزية)
- رولف جهرينج على موقع خلاصة التنس.كوم (الإنجليزية)